# Tibor Palánkai
Tibor Palánkai (* 1. März 1938 in Jakabszállás) ist ein ungarischer Wirtschaftswissenschaftler und Hochschullehrer an der Ungarischen Akademie der Wissenschaften.

## Karriere
Zwischen 1977 und 1983 war er akademischer Vizerektor der Karl-Marx-Universität für Wirtschaft, zwischen 1997 und 2000 war er Rektor der Budapester Universität für Wirtschaft.
Seit 2001 ist er Mitglied des EU-Universitätsrats.
Seine Forschungsarbeit beschäftigt sich insbesondere mit der Wirtschaft im Prozess der internationalen Integration, der Theorie von Integration, Analyse der Wirtschaft und der internationalen Arbeitsteilung in den entwickelten Ländern. Innerhalb dieser Themen konzentriert er sich vor allem auf die monetäre Integration, den Integrationsfortschritt beim Beitritt vor allem Ungarns zur Europäischen Union, Forschung in Bereichen wie der Weltenergiewirtschaft, Wirtschaftskrieg und die Umwandlung der Militärindustrie.
Er ist Autor oder Co-Autor von mehr als dreihundert wissenschaftlichen Publikationen.

## Auszeichnungen
- Academy-Preis (1994)
- Komtur des ungarischen Verdienstordens (1998)
- Deák Ferenc-Forschungspreis (1999, Pro Cultura Renovanda Hungariae)
- Kautz Gyula-Preis (2008)
- Széchenyi-Preis (2009)
- Jean-Monnet-Preis (2010)
- Ehrendoktor der Universität von Pannonia 2010 in Veszprém

## Veröffentlichungen (Auswahl)
- Nagy-Britannia és a Nemzetközösség (1971)
- Nyugat-európai integráció (1976)
- Gazdasági hadviselés a kölcsönös függés korszakában (1985)
- A fejlett tőkés országok világgazdasági alkalmazkodása (1986)
- Integrációs rendszerek a világgazdaságban (1989)
- Energia és világgazdaság (1991)
- Az európai integráció gazdaságtana (1995, 2004)
- Integration and Transformation of Central and Eastern Europe (1997)
- A gazdasági integráció fejlődési szakaszai (2003)
- Economics of Enlarging European Union (2004) Aula. Budapest
- Non-profit organisations and new social paradigms, Routledge London and New York, 2013.
- Economics of Global and Regional Integration. Akadémiai Kiadó. Budapest. 2014
- The origin and characteristics of the Euro crisis and solutions in Reframing Europe’s Future Challenges and failures of the European construction Series: Routledge 2014 New York, London.